# Conjuration
Conjuration — музичний альбом гурту Behemoth. Виданий 14 вересня 2003 року лейблами Regain Records і Olympic Recordings. Загальна тривалість композицій становить 29:38. Альбом відносять до напрямків блек-метал, дез-метал.

## Список пісень
Європейська версія
1. «Conjuration ov Sleep Daemons» (sł. Krzysztof Azarewicz, muz. Nergal, Havoc, Inferno) — 3.24
2. «Wish» (кавер Nine Inch Nails) — 3.37
3. «Welcome to Hell» (кавер Venom) — 3.15
4. «Christians to the Lions» (live) — 3.49
5. «Decade of Therion» (live) — 3.47
6. «Antichristian Phenomenon» (live) — 5.02
7. «Chant for Eschaton 2000» (live) — 6.44

Версія США
1. «From the Pagan Vastlands» (live) — 3.38
2. «Antichristian Phenomenon» (live) — 5.05
3. «LAM» (live) — 4.25
4. «Satan's Sword (I Have Become)» (live) — 4.03
5. «Chant for Eschaton 2000» (live) — 6.50